# Serratella brevicauda
Serratella brevicauda is een haft uit de familie Ephemerellidae. De wetenschappelijke naam van de soort is voor het eerst geldig gepubliceerd in 2009 door Jacobus, Zhou & McCafferty.
De soort komt voor in het Palearctisch gebied.